# Busta Rhymes

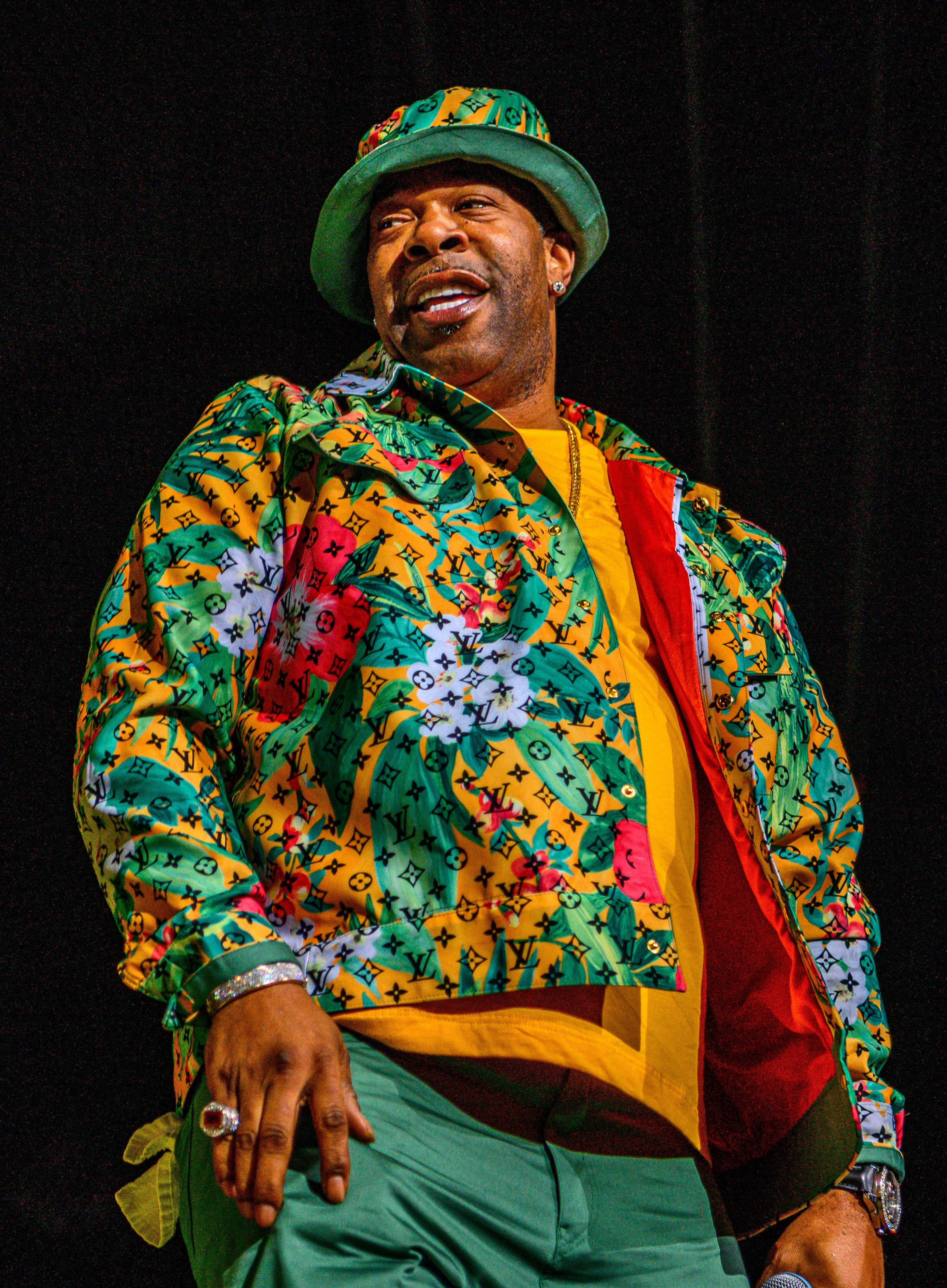
Busta Rhymes (2022)

Busta Rhymes (* 20. Mai 1972 in New York City; bürgerlich Trevor Tahiem Smith Junior) ist ein US-amerikanischer Rapper und Schauspieler. 

## Leaders of the New School
Busta Rhymes startete seine Karriere 1990 als Teil der Leaders of the New School (MC Charlie Brown, MC Dinco D, MC Bastard Rhymes und Cut Monitor Milo) mit dem Debütalbum A Future Without a Past. Er nannte sich zu Anfang seiner Karriere „Bastard Rhymes“. Zur Entstehung des Namens Busta Rhymes gibt es zum einen die Vermutung, dass er seinen Namen von Chuck D bekommen haben soll, einem Mitglied der Gruppe Public Enemy, in deren Dunstkreis sich Leaders of the New School befanden. Durch Public Enemy bekamen sie auch Kontakt zur Native-Tongue-Gruppe A Tribe Called Quest, die mit ihnen 1991 den Titel Scenario aufnahm.
Zum anderen lässt sich der Name auch als Wortspiel verstehen: „to bust a rhyme“ bedeutet sinngemäß, einen guten Hip-Hop-Reim abzuliefern. 1993 erschien das zweite und letzte Album der Leaders of the New School (SWAG) namens T.I.M.E.

## Solokarriere

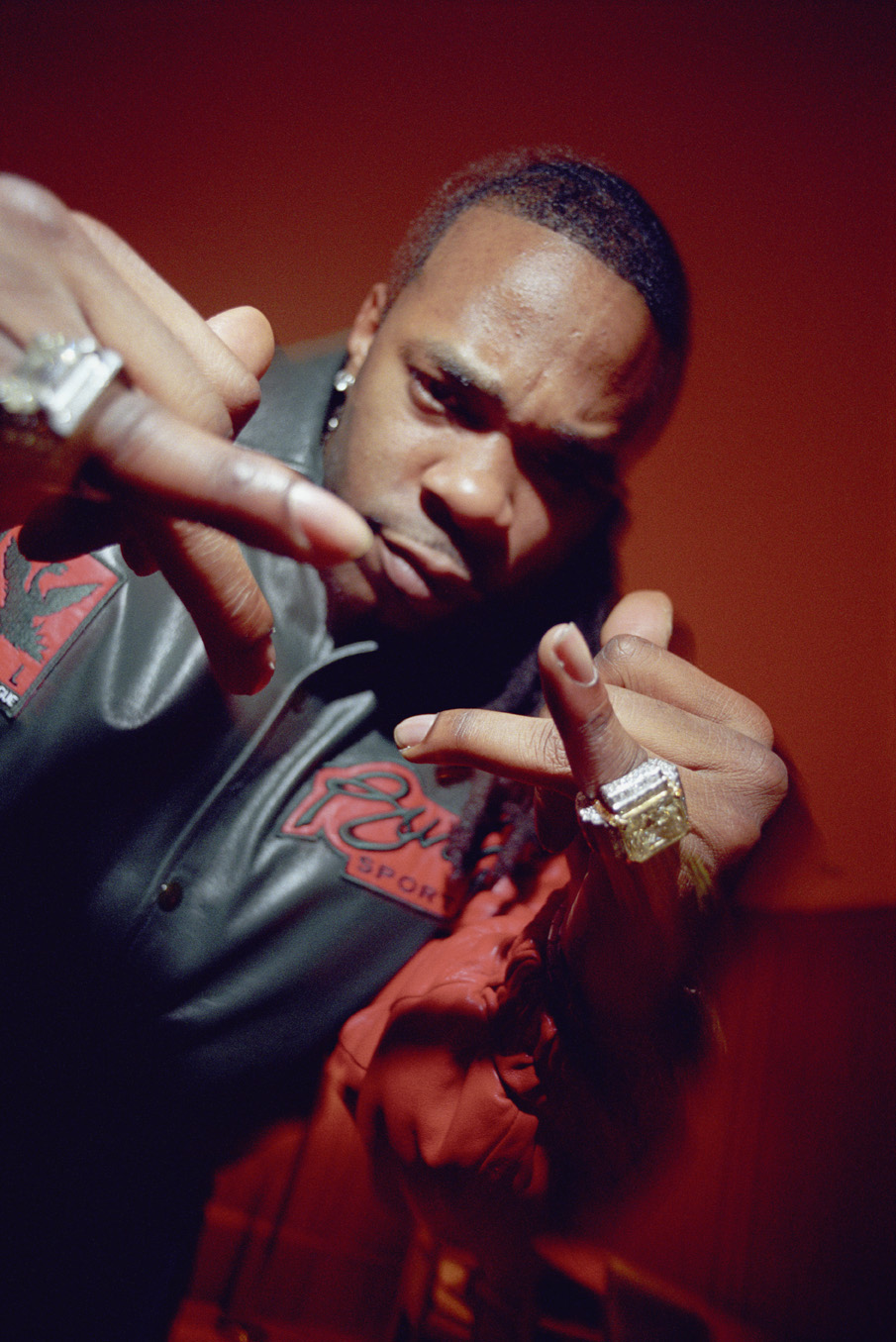
Busta Rhymes (2002)

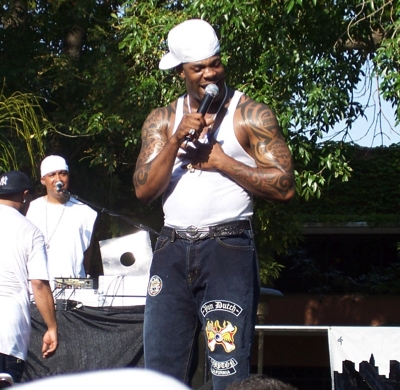
Busta Rhymes (2005)

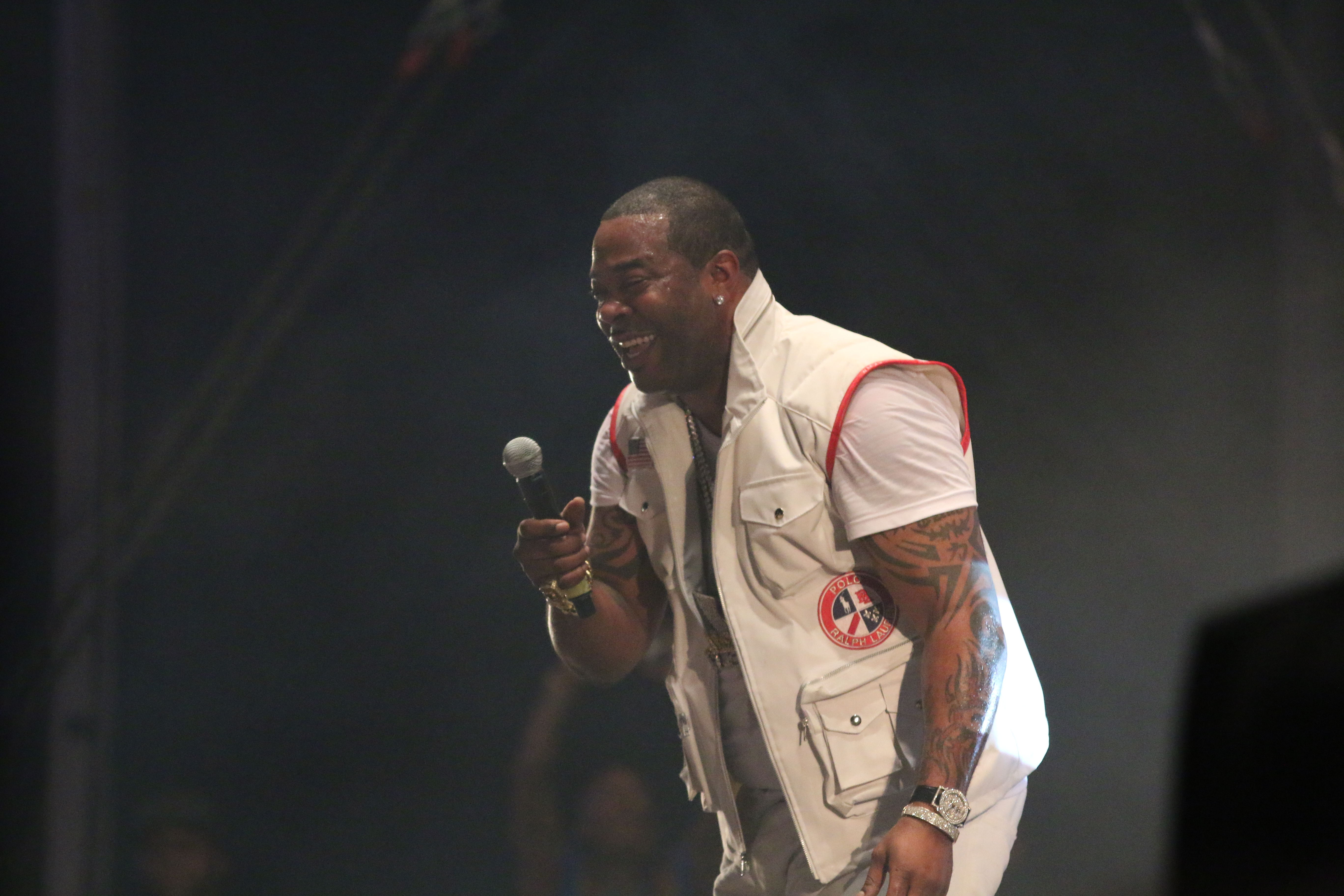
Busta Rhymes beim Out4Fame-Festival 2015

Bustas Solokarriere begann mit Features wie beim 7-MCees-Remix von A Tribe Called Quests Scenario oder auch Craig Macks Flava in Ya Ear. Als eigenständiger Künstler erreichte er in der Hip-Hop-Szene seit seinem Debütalbum The Coming (Elektra Records) aus dem Jahre 1996 einen hohen Bekanntheitsgrad. Es war ein beachtlicher, aber dennoch kleiner Erfolg, lediglich die Single-Auskopplung Woo-Hah!! Got You All in Check war in den USA und in Großbritannien ein Top-10-Erfolg.
Das folgende Album When Disaster Strikes… war in den USA weniger erfolgreich, konnte sich jedoch in Europa durchsetzen und machte Busta Rhymes dadurch auch dort mit den Singles Put Your Hands Where My Eyes Could See, Dangerous und Turn It Up bekannt. Bald darauf veröffentlichte er als Teil der Flipmode Squad das Album The Imperial. Zur Gruppe gehörten neben ihm die Musiker Rampage, Lord Have Mercy, Spliff Star, Rah Digga und Baby Sham.
Das nächste Album Extinction Level Event: The Final World Front, dessen Titel vom Film Deep Impact inspiriert war, enthielt die Single Gimme Some More, die im Januar 1999 Platz 5 der britischen Charts belegte. Mit Janet Jackson sang er außerdem den Erfolgshit What’s It Gonna Be?!
2000 veröffentlichte er sein letztes Album bei der Plattenfirma Elektra Records mit dem Namen Anarchy. Anschließend wechselte er zu J Records, einer neuen Firma des ehemaligen Arista-Records-Gründers und -Vorstands Clive Davis. 2001 veröffentlichte er die Platte Genesis mit den Hits Break Ya Neck, As I Come Back und Pass the Courvoisier, die von Dr. Dre und The Neptunes produziert wurden.
Am 26. November 2002 veröffentlichte Busta Rhymes sein sechstes Studioalbum It Ain’t Safe No More. Die Singles Make It Clap (mit Sean Paul) und I Know What You Want (mit Mariah Carey) wurden sehr erfolgreich, sowohl in den USA als auch in Europa. In Deutschland war er schon bei zwei Nummer-eins-Hits beteiligt. Zum einen 2003 bei Never Leave You (Uh Oooh, Uh Oooh) von Lumidee (zusammen mit Fabolous) und zum anderen 2005 bei Don’t Cha von den Pussycat Dolls.
2005 unterschrieb er einen Vertrag bei Dr. Dres Aftermath Entertainment, wo sein Album The Big Bang am 13. Juni 2006 erschien. Die ersten beiden ausgekoppelten Singles waren Touch It und I Love My Bitch (featuring Will.i.am & Kelis). Produzenten sind unter anderem Dr. Dre, Hi-Tek, Just Blaze, DJ Green Lantern, Swizz Beatz, Eminem und Timbaland.
Am 15. Mai 2009 erschien in Deutschland sein achtes Studioalbum unter dem Namen Back on My B. S. beim Label Universal Motown. Die erste offizielle Single, Arab Money – die Promo-Single We Made It, die zusammen mit Linkin Park aufgenommen wurde, erschien nicht auf dem Album.
2020 nahm Busta Rhymes an der vierten Staffel der US-amerikanischen Version von The Masked Singer als Dragon teil und schied in der ersten Folge aus.

## Filmkarriere
Seinen ersten Auftritt als Schauspieler hatte er 1993 in dem Film Who’s the Man. Von da an spielte er immer wieder kleine Rollen in Filmen wie Higher Learning – Die Rebellen, Forrester – Gefunden! oder Serien wie Cosby. 2000 spielte er in der Neuauflage des Klassikers Shaft mit. In dem Film Halloween: Resurrection hatte er eine Hauptrolle.
2015 hatte er eine Episodenrolle in der Netflix-Serie Master of None.

## Persönliches
Er wurde als Kind Jamaikanischer Einwanderer in East Flatbush (Bezirk Brooklyn) geboren und wuchs größtenteils auf Long Island auf, wo er auch zur Schule ging.
Busta Rhymes hat drei Kinder mit seiner Ex-Freundin Joanne Wood. Zusätzlich hat er noch eine weitere Tochter, deren Mutter eine andere Ex-Freundin von Busta Rhymes ist.
Busta Rhymes ist zum Islam konvertiert. Er überraschte viele Menschen, als er dies im Jahr 2007 öffentlich bekannt machte. In Antwort auf die Frage: „Du bist so gesegnet in Deinem Leben; was tust du geistig bzw. spirituell, um auf dem Boden zu bleiben?“, sagte Busta Rhymes: „Ich versuche wirklich jeden Aspekt des Allmächtigen zu verstehen. Für mich ist Allah der Allmächtige. Alles Lob gebührt Allah, dem Herrn aller Welten, dem Größten, dem Gnädigen, dem Barmherzigen… Ich lebe mein Leben durch den bzw. mit dem Islam.“

### Tod seines Leibwächters
In der Nacht vom 4. auf den 5. Februar 2006 wurden beim gemeinsamen Videodreh zur Single Touch It mit Mary J. Blige, Missy Elliott, DMX, Papoose, Sean Paul, Lloyd Banks und einigen anderen Mitgliedern der G Unit in einer Lagerhalle in Brooklyn Schüsse abgefeuert. Dabei wurde der 29-jährige Leibwächter von Busta, Israel „Izzy“ Ramirez, durch einen Schuss in die Brust tödlich getroffen. Zu Beginn des Touch-It-Videos ehrt Busta Rhymes diesen mit einigen persönlichen Worten. Der Tathergang ist nicht bekannt. Nach einigen Medienberichten kam es kurz zuvor im Studio zu einem Streit innerhalb bzw. mit der G-Unit-Crew und Swizz Beatz, der jedoch von Busta Rhymes beendet wurde. Ebenso ist bis jetzt unklar, ob das Attentat Busta Rhymes galt oder ob der Leibwächter selbst das anvisierte Ziel des Anschlags war. Letzterer hatte zum Todeszeitpunkt den Schmuck von Busta Rhymes in Verwahrung. Busta Rhymes verweigerte alle Gespräche mit der New Yorker Polizei zu diesem Vorfall, deshalb wurde er von der Polizei und der Familie des ermordeten Leibwächters stark kritisiert.
Im März 2007 wurde er während eines Filmdrehs in New York von der Polizei aufgesucht, die ihn aufforderte, den Ort zu seiner eigenen Sicherheit zu verlassen.

### Konflikte mit dem Gesetz
2008 wurde Busta Rhymes zu gemeinnütziger Arbeit und drei Jahren auf Bewährung verurteilt. Rhymes hatte 2007 seinen Chauffeur attackiert und war betrunken Auto gefahren.

## Diskografie
Studioalben

| Jahr | Titel                                                  | Höchstplatzierung, Gesamtwochen, AuszeichnungChartplatzierungen (Jahr, Titel, Platzierungen, Wochen, Auszeichnungen, Anmerkungen) | Höchstplatzierung, Gesamtwochen, AuszeichnungChartplatzierungen (Jahr, Titel, Platzierungen, Wochen, Auszeichnungen, Anmerkungen) | Höchstplatzierung, Gesamtwochen, AuszeichnungChartplatzierungen (Jahr, Titel, Platzierungen, Wochen, Auszeichnungen, Anmerkungen) | Höchstplatzierung, Gesamtwochen, AuszeichnungChartplatzierungen (Jahr, Titel, Platzierungen, Wochen, Auszeichnungen, Anmerkungen) | Höchstplatzierung, Gesamtwochen, AuszeichnungChartplatzierungen (Jahr, Titel, Platzierungen, Wochen, Auszeichnungen, Anmerkungen) | Anmerkungen                                                    |
| Jahr | Titel                                                  | DE | AT | CH | UK | US | Anmerkungen                                                    |
| ---- | ------------------------------------------------------ | --- | --- | --- | --- | --- | -------------------------------------------------------------- |
| 1996 | The Coming                                             | DE80 (7 Wo.)DE | — | — | UK48 (7 Wo.)UK | US6 Platin · (21 Wo.)US | Erstveröffentlichung: 26. März 1996 Verkäufe: + 1.050.000      |
| 1997 | When Disaster Strikes                                  | DE62 (11 Wo.)DE | — | — | UK34 Gold · (7 Wo.)UK | US3 Platin · (44 Wo.)US | Erstveröffentlichung: 15. September 1997 Verkäufe: + 1.100.000 |
| 1998 | E.L.E. (Extinction Level Event): The Final World Front | DE45 (7 Wo.)DE | — | CH45 (1 Wo.)CH | UK54 Gold · (12 Wo.)UK | US12 Platin · (32 Wo.)US | Erstveröffentlichung: 14. Dezember 1998 Verkäufe: + 1.100.000  |
| 2000 | Anarchy                                                | DE63 (4 Wo.)DE | — | CH65 (4 Wo.)CH | UK38 (3 Wo.)UK | US4 Platin · (14 Wo.)US | Erstveröffentlichung: 19. Juni 2000 Verkäufe: + 1.000.000      |
| 2001 | Genesis                                                | DE27 (26 Wo.)DE | AT56 (3 Wo.)AT | CH44 (14 Wo.)CH | UK58 Silber · (7 Wo.)UK | US7 Platin · (32 Wo.)US | Erstveröffentlichung: 12. November 2001 Verkäufe: + 1.060.000  |
| 2002 | It Ain’t Safe No More                                  | DE82 (5 Wo.)DE | — | CH70 (6 Wo.)CH | UK78 Silber · (4 Wo.)UK | US43 Gold · (34 Wo.)US | Erstveröffentlichung: 25. November 2002 Verkäufe: + 560.000    |
| 2006 | The Big Bang                                           | DE10 (9 Wo.)DE | AT29 (5 Wo.)AT | CH6 (12 Wo.)CH | UK19 Silber · (10 Wo.)UK | US1 Gold · (16 Wo.)US | Erstveröffentlichung: 13. Juni 2006 Verkäufe: + 560.000        |
| 2009 | Back on My B. S.                                       | DE94 (1 Wo.)DE | AT66 (1 Wo.)AT | CH15 (4 Wo.)CH | UK92 (1 Wo.)UK | US5 (11 Wo.)US | Erstveröffentlichung: 15. Mai 2009                             |
| 2012 | Year of the Dragon                                     | — | — | — | — | — | Erstveröffentlichung: 21. August 2012                          |
| 2020 | Extinction Level Event 2: The Wrath of God             | — | — | CH32 (2 Wo.)CH | UK99 (1 Wo.)UK | US7 (2 Wo.)US | Erstveröffentlichung: 30. Oktober 2020                         |
| 2023 | Blockbusta                                             | — | — | — | — | US42 (1 Wo.)US | Erstveröffentlichung: 24. November 2023                        |